# Пал Лакатош
Пал Лакатош (угор. Pál Lakatos; 7 червня 1968, Вашарошнамень) — угорський професійний боксер, призер чемпіонатів Європи серед аматорів.

## Спортивна кар'єра
На чемпіонаті Європи 1991 Пал Лакатош здобув дві перемоги, у тому числі у чвертьфіналі над Ншаном Мунчян (СРСР), а в півфіналі програв Івайло Марінову (Болгарія) — 15-24.
На чемпіонаті світу 1991 здобув дві перемоги, а у чвертьфіналі програв Данієлю Петрову (Болгарія) — 12-30.
На Олімпійських іграх 1992 вибув з боротьби за нагороди у чвертьфіналі.
- В 1/16 фіналу переміг Володимира Ганченко (Об'єднана команда) — RSC-2
- В 1/8 фіналу переміг Дон Бум Чо (Південна Корея) — 20-15
- У чвертьфіналі програв Данієлю Петрову — 8-17

На чемпіонаті світу 1993 в другому бою знов програв Данієлю Петрову — 15-23.
На чемпіонаті Європи 1993 Лакатош здобув три перемоги, у тому числі у півфіналі над Едуардом Гайфулліним (Росія), а в фіналі програв Данієлю Петрову — 4-10.
На чемпіонаті світу 1995 програв в першому бою Ншану Мунчян (Вірменія).
На чемпіонаті Європи 1996 переміг в першому бою Анджея Ржаного (Польща), а в другому програв Сабіну Борней (Румунія) і не зумів кваліфікуватися на літні Олімпійські ігри 1996.
На чемпіонаті світу 1997 Лакатош здобув одну перемогу, а в наступному бою вкотре програв Данієлю Петрову — 1-8.
На чемпіонаті Європи 1998 здобув дві перемоги, а у півфіналі програв Іванасу Стаповичюсу (Литва) — 7-13.
На чемпіонаті світу 1999 переміг в першому бою Івана Кальдерона (Пуерто-Рико), а в другому програв Маікро Ромеро (Куба) — 1-11.
На чемпіонаті Європи 2000 Лакатош здобув лише одну перемогу, програвши у півфіналі Валерію Сидоренко (Україна), і отримав бронзову медаль і путівку на літні Олімпійські ігри 2000. На Олімпіаді програв в першому бою Кім Ин Чхоль (Північна Корея) — 8-20.
Після Олімпіади вирішив спробувати сили в професійному боксі і протягом 2001—2004 року провів 18 боїв, в яких здобув лише п'ять перемог.